# Seznam slovenskih verzologov
Seznam slovenskih verzologov.

## B
- Aleksander Bjelčevič

## G
- Ivan Grafenauer

## I
- Aleksander Isačenko

## K
- Janko Kos, Blaž Kumerdej

## M
- Ivan Macun

## N
- Boris A. Novak

## O
- Anton Ocvirk, Nikolaj Omersa

## P
- Dušan Pirjevec, Marko Pohlin, Tone Pretnar

## S
- Peter Svetina

## V
- Valens Vodušek

## Ž
- Oton Župančič